# استعباد النساء
استعباد النساء (بالإنجليزية: The Subjection of Women)‏ هو عنوان مقال كتبه جون ستيوارت ميل في عام 1869،  ربما بالاشتراك مع زوجته هارييت تايلور ميل، ويضع حجة لصالح المساواة بين الجنسين. اعتبر المقال إهانة للقواعد التقليدية الأوروبية لمكانة الرجال والنساء في الوقت الذي نشر فيه عام 1869.
نسب ميل إلى زوجته، هارييت تايلور ميل، المشاركة في كتابة المقال. في حين اتفق بعض الباحثين بحلول عام 2009 أن جون ستيوارت ميل هو المؤلف الوحيد،  ويلاحظ أيضا أن بعض الحجج تشبه مقال هارييت تايلور ميل عن منح حق التصويت للمرأة والذي نشر في عام 1851. ويعتقد أن ابنة هارييت تايلور ميل، هيلين تايلور، ساهمت كذلك في المقال.
وكان ميل مقتنعا بأن التقدم الأخلاقي والفكري للبشرية من شأنه أن يؤدي إلى مزيد من السعادة للجميع. وأكد أن ملذات العقل تحقق قدرا أكبر من السعادة والسرور من الحواس. وكان يتصور البشر أخلاقيا وفكريا بأنهم قادرون على تحقيق التعليم والتحضر. ويعتقد ميل أنه ينبغي أن يمتلك كل شخص حق التصويت، مع الاستثناء الوحيد للبرابرة وغير المتعلمين.
يجادل ميل بأن الناس يجب أن يمتلكوا حق التصويت للدفاع عن حقوقهم وأن يتعلموا الوقوف على أقدامهم أخلاقيا وفكريا. تنطبق هذه الحجة على كل من الرجال والنساء. وكثير ما استغل ميل منصبه كعضو في البرلمان للمطالبة بمنح التصويت للمرأة، وهو موقف مثير للجدل في ذلك الوقت.
كانت النساء عموما في زمن ميل خاضعات لنزوات الزوج أو الأب بسبب الأعراف الاجتماعية التي قالت أن النساء أقل قدرة من الرجال سواء جسديا وعقليا، وبالتالي يحتجن إلى «العناية». وساهم في هذا الرأي وجهات النظر الدينية الهرمية بين الرجل والمرأة داخل الأسرة والنظريات الاجتماعية القائمة على الحتمية البيولوجية. كانت رموز المرأة المثالية كأم وزوجة وربة منزل قوية في مجتمع القرن التاسع عشر.
وفي زمن كتابة هذا التقرير، أدرك ميل أنه يغاير وجهات النظر الشائعة في المجتمع، وكان يدرك أنه سيضطر لدعم مزاعمه على الدوام. قال ميل أن عدم مساواة المرأة هي من بقايا الماضي، عندما كانت «القوة هي الصواب»، ولكن ليس لها مكان في العالم الحديث. رأى ميل أن جعل نصف الجنس البشري غير قادر على المساهمة في المجتمع خارج المنزل يعتبر عائقا أمام التنمية البشرية.